# 迪爾坎寧 (新墨西哥州)
迪爾坎寧（英語：Deer Canyon）是位於美國新墨西哥州托蘭斯縣的普查規定居民點。

## 人口
根據2020年美國人口普查的數據，迪爾坎寧的面積為20.71平方千米，皆為陸地。當地共有人口74人，而人口密度為每平方千米3.57人。